# 沃尔特·尤因
沃尔特·尤因（英語：Walter Ewing，1878年2月11日—1945年6月25日），加拿大男子射击运动员。他曾代表加拿大参加1908年夏季奥林匹克运动会射击比赛，获得一枚金牌和一枚银牌。